# Flemington (Missouri)
Flemington – wieś w Stanach Zjednoczonych, w stanie Missouri, w hrabstwie Polk.